# 로저스 위원회 보고서

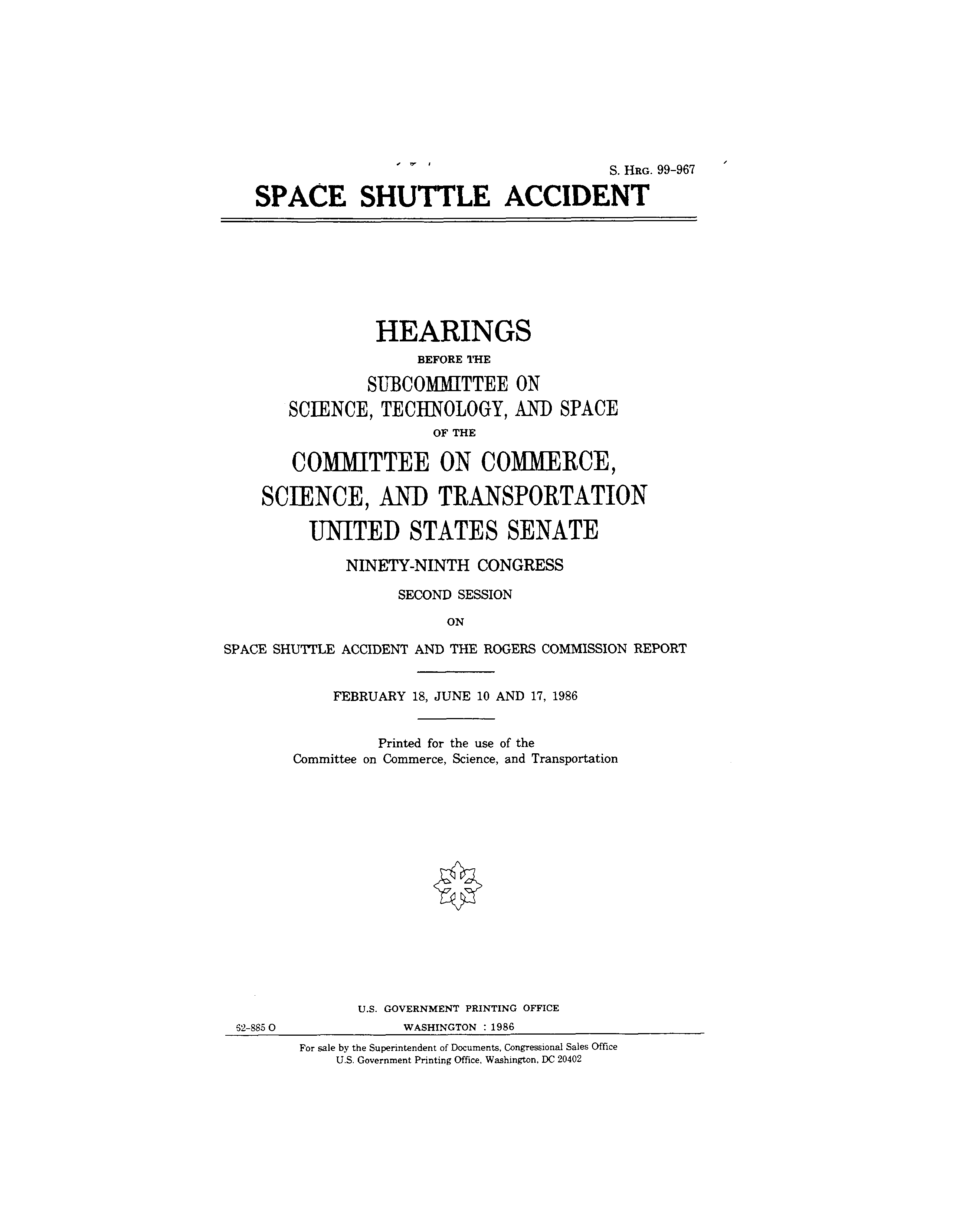
의회에 제출된 위원회 보고서의 첫 페이지

로저스 위원회 보고서는 10번째 임무인 STS-51-L에서 챌린저 우주왕복선 폭발 사고를 조사한 대통령 직속 위원회가 작성했다. 1986년 6월 9일 공개되어 로널드 레이건 대통령에게 제출된 이 보고서는 발사 73초 후에 일어난 재앙의 원인을 밝혀냈고, NASA가 우주왕복선과 미래의 임무를 조직적으로 다루는 데 있어서 새로운 안전 기능을 개선하고 설치할 것을 촉구했다.

## 위원회 구성원들

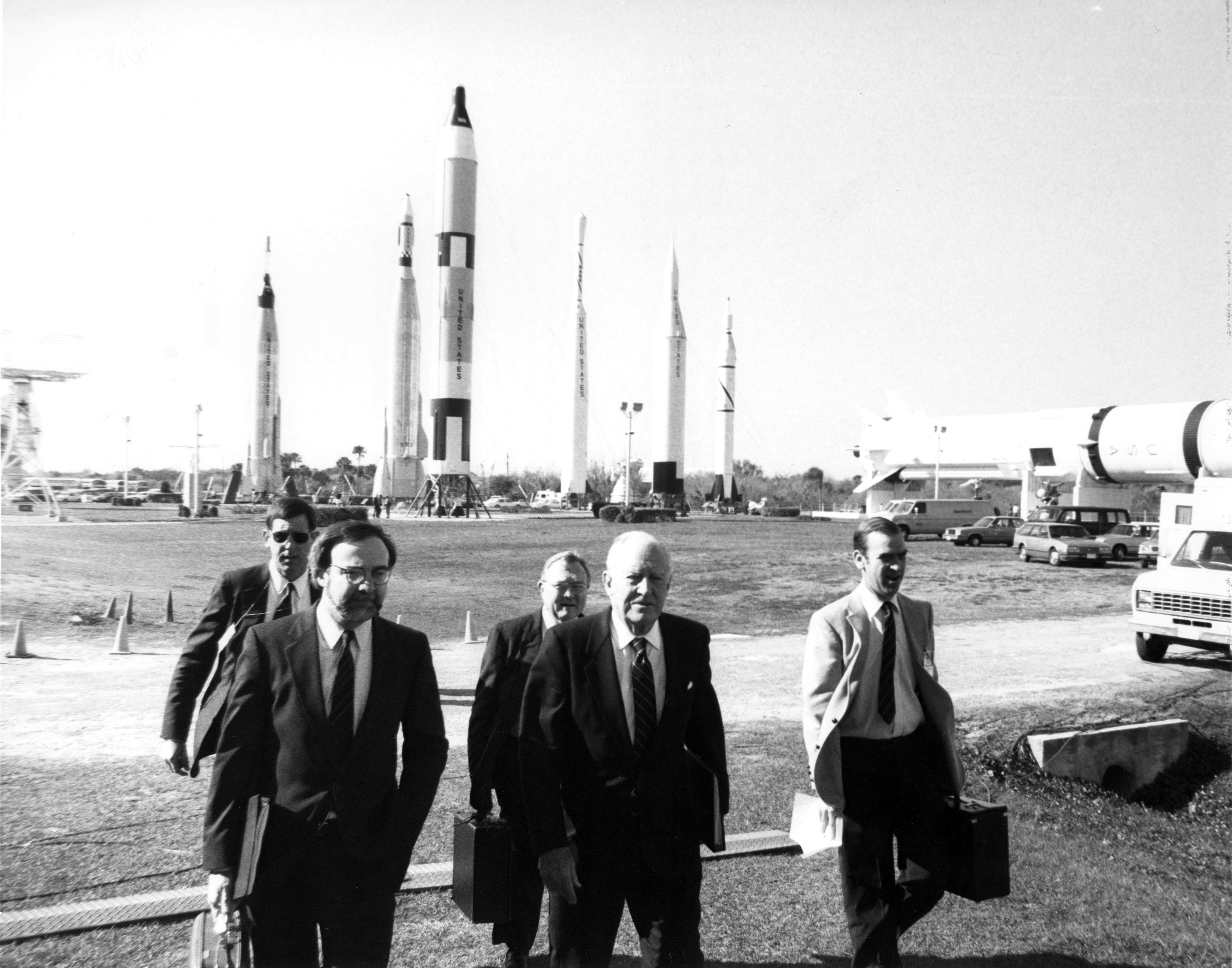
로저스 위원회 구성원들이 케네디 우주센터에 도착한 모습

- 윌리엄 P. 로저스는 리처드 닉슨 대통령 시기에 의장 및 국무장관으로, 드와이트 아이젠하워 대통령 시기에는 법무장관으로 재직했다.
- 닐 암스트롱 부의장은 은퇴한 우주비행사로 아폴로 11호 임무의 일환으로 달에 발을 디딘 최초의 인류라는 명성을 가지고 있다.
- 다윗 캠피언 에이천은 외교관으로, 전 국무장관인 딘 애치슨의 아들이다.
- 유진 E. 코버트는 항공학의 전문가이며 이전에 미국 공군의 최고 과학자로 재직하였다.
- 리처드 파인만은 1965년 노벨 물리학상을 수상한 이론물리학자이다.
- 로버트 B. 핫즈, 항공 주간지 및 우주 기술 잡지 편집장.
- 도널드 J. 쿠티나는 대륙간 탄도 미사일(ICBM)과 우주 왕복선 관리 분야에 전문 지식을 갖고 있는 공군 장군이다.
- 샐리 K. 라이드는 엔지니어이자 천문물리학자로서, 우주로 여행한 첫 번째 미국 여성으로, STS-7과 STS-41-G 미션 동안 챌린저호의 선원이었다.
- 로버트 W. 럼멜은 트랜스월드 항공의 임원이자 NASA의 항공에 대한 컨설턴트이다.
- 조셉 서터는 보잉 747 항공기에서 보잉 수석 부사장 겸 엔지니어링 프로그램 디렉터를 맡고 있다.
- 아서 B. C. 워커 주니어는 스탠퍼드 대학교에서 교수직을 맡고 있는 태양 물리학자이다.
- 알버트 D. 휠론은 CIA의 항공 정찰 프로그램 개발에 기여한 물리학자로 알려져 있다.
- 척 예거는 은퇴한 미 공군 장군으로, 직선 비행에서 초음속 속도를 처음으로 달성한 첫 번째 인물로 알려져 있다.
- 위원회의 사무국장인 알튼 G. 킬 주니어

## 같이 보기
- 아폴로 1호